# Heimweh (Lied)
Heimweh ist der Titel eines 1956 von Freddy Quinn veröffentlichten Schlagers. Er entwickelte sich zum Millionenseller. Heimweh basierte als Coverversion auf Dean Martins Hit Memories Are Made of This.

## Entstehungsgeschichte

Die 1956 gepresste Schellackplatte von Freddy Quinns „Heimweh“ in einer Firmen-Lochhülle

Das Lied basiert auf der Melodie von Memories Are Made of This von Dean Martin (erschienen im November 1955). Der von Dieter Rasch und Ernst Bader verfasste deutsche Text weist mit dem Ursprungstext keine Gemeinsamkeiten auf. Beschrieben werden die Gefühle eines (Zwangs?-)Arbeiters, der in einer heißen Wüste schuften muss und sich nach seiner Heimat sehnt. Aufgrund nicht explizit genannter Umstände ist ihm jedoch eine baldige Heimkehr verwehrt. Es ist denkbar, dass das Lied die Stimmungslage ehemaliger deutscher Kriegsgefangener aufgreift, dies jedoch kaschiert, indem die sibirische Kälte durch Wüstenhitze ersetzt wird.
Am 22. Februar 1956 um 10 Uhr morgens wurde zunächst Sie hieß Mary-Ann und danach Heimweh (Dort wo die Blumen blüh‘n) im Großen Saal der Hamburger Musikhalle mit den Horst-Wende-Tanz-Solisten aufgenommen. Freddy Quinn sprang kurzfristig als Ersatz für René Carol im Studio ein, weil dieser gerade nicht verfügbar war. Quinn hatte seine Ausbildung bei Polydor mit Vertrag vom 7. November 1954 begonnen und erhielt laut schnell nachgeschobenem Titelhonorarvertrag vom März 1956 pauschal 250 Mark pro Plattenseite – unabhängig vom Verkaufserfolg. Die Produzentin Sigrid Volkmann legte zusammen mit Produktionschef Kurt Richter den Titel Sie hieß Mary-Ann (Cover von Sixteen Tons, deutscher Text von Peter Moesser) als A-Seite der Platte (Polydor H 50181 A) fest, um am Erfolg der Konkurrenz zu partizipieren.
1957 wurde das Lied für den österreichischen Heimatfilm Heimweh … dort, wo die Blumen blühn ausgewählt. Das Lied spielt im Film – der mit Rudolf Prack prominent besetzt war – eine zentrale Rolle und gab dem Film als Titelsong seinen Namen.

## Verkaufserfolg

Nach Einführung der Vinyl-Platten erschienene Single-Ausgabe aus dem Jahr 1958

Nach seiner Veröffentlichung im Juni 1956 passierte zunächst nichts, da die Rundfunkstationen die A-Seite weitgehend ignorierten. Günter Ilgner, Vertriebsleiter für Polydor Records in Hannover, hatte Wochen nach dem Erscheinungsdatum noch die gesamte Erstauflage von 20.000 Schellack-Platten auf Lager. Erst als der Bayerische Rundfunk die Platte zu einer guten Sendezeit spielte, fand sie ihr Publikum. Daraufhin erreichte das Stück im Mai 1956 die deutsche Hitparade, wo es im Juni 1956 den ersten Platz fünf Monate (21 Wochen) einnahm. Neben Ganz Paris träumt von der Liebe (Caterina Valente) ist Heimweh bis heute Rekordhalter, was die längste Verweildauer an der Spitze der deutschen Nummer-eins-Hits angeht. Er wurde bis Ende 1958 über drei Millionen Mal verkauft, erhielt hierfür zwei Goldene Schallplatten und wurde weltweit sogar über die Jahre acht Millionen Mal umgesetzt. Damit war die deutsche Version für lange Zeit der erfolgreichste Schlager in Deutschland und konnte sogar die Umsätze des Originals übertreffen.

## Freddy als Künstlername
Bei der Veröffentlichung war große Eile geboten, sodass es zu einer fehlerhaften Übertragung bei der Interpretenangabe auf dem Schallplatten-Etikett von Hamburg nach Hannover kam. Der hannoversche Fabrikchef Dr. Hans-Werner Steinhausen (Polydor Int.) kannte die Schreibweise von Freddys Künstlernachnamen „Quinn“ nicht, und so entschied der ebenfalls unsichere Kurt Richter in Hamburg, dass „Freddy“ als Angabe genügen solle. Dieser Fehler hat letztlich bis zum heutigen Tage dafür gesorgt, dass Freddy als Interpretenbezeichnung auf den Plattenetiketten erschien.